# Park Yong-kyun
Park Yong-kyun est un boxeur sud-coréen né le 16 août 1967 à Séoul.

## Carrière
Champion de Corée et d'Asie OPBF des poids plumes en 1989 et 1990, il devient champion du monde WBA de la catégorie le 30 mars 1991 après sa victoire aux points contre Antonio Esparragoza. Park conserve son titre à 8 reprises avant de s'incliner face à Eloy Rojas le 4 décembre 1993. Il met un terme à sa carrière après une seconde défaite lors du combat revanche le 27 mai 1995 sur un bilan de 28 victoires, 3 défaites et 1 match nul.